# فلم منخفض التكلفة

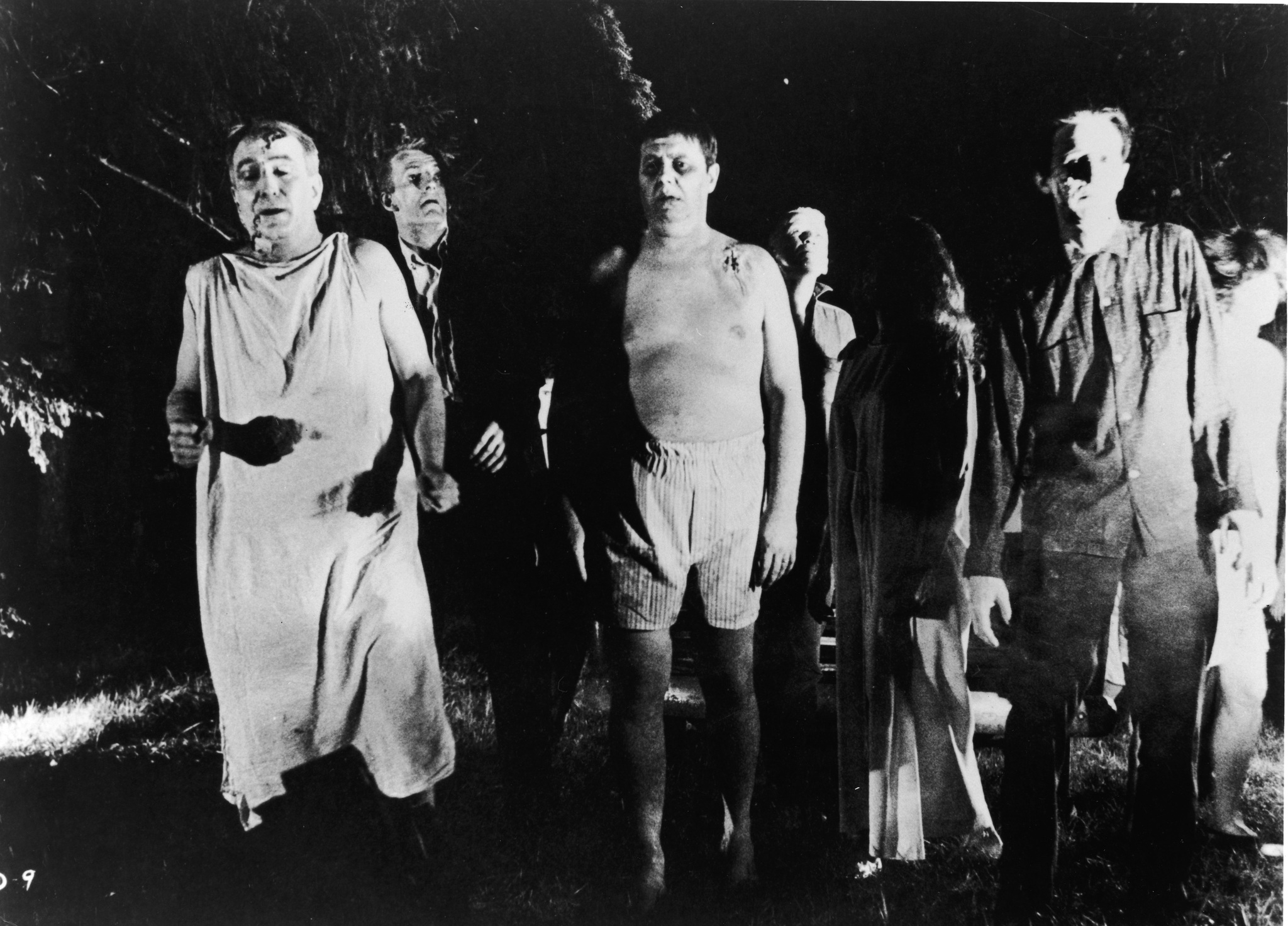

فيلم منخفض التكلفة (بالإنجليزية: Low-budget film) هو فيلم صور بتموبل ضئيل أو دون تمويل من قبل شركة أفلام كبيرة أو مستثمر خاص.
العديد من الأفلام المستقلة تصور بتكلفة منخفضة، لكن الأفلام المصدرة للجمهور السائد والتي يتكون طاقمها من منتجي أفلام عديمي الخبرة أو المجهولين يمكن إعدادها بميزانيات منخفضة أيضا. يصور العديد من منتجي الأفلام الصغار أو الجدد أفلام رخيصة لإثبات مواهبهم قبل إنتاج أعمال أكبر. العديد من الأفلام منخفضة التكلفة والتي لا تلفت أي انتباه أو مديح لا تصدر إلى المسارح وترسل في أغلب الأحيان لمحلات الفيديو مباشرة بسبب ضعف قوتها التسويقية ومظهرها وقصتها. يعتمد منتجو الأفلام الشباب على المهرجانات السينمائية في الترويج للفيلم. ويستعملونها للفت الانتباه والمديح نحو أفلامهم، الأمر الذي يؤدي في الغالب إلى إصدار الفيلم بشكل محدود في المسارح. بعض الأفلام منخفضة التكلفة تكتسب طائفة من المعجبين بعد عرضها فيتم إصدارها على نحو أعرض.
لا يوجد رقم مالي محدد يعرف الأفلام الرخيصة. فتعبير «ميزانية منخفضة» هو أمر نسبي في بلدان العالم ويتفاوت بالنسبة لصنف معين. على سبيل المثال، فالفيلم الكوميدي الذي ينتج بقيمة 20 مليون دولار يعتبر ذا ميزانية متوسطة، بينما أفلام الأكشن أو الخيال العلمي المنتجة بنفس القدر من المال تعتبر منخفضة التكلفة بسبب كمية المال الكبيرة المطلوبة لإنتاج الأفلام السائدة من هذه النوع. تعتمد قيمة الترفيه ونجاح الأفلام الرخيصة على النوع والفكرة والقصة وتمويل الفيلم، بالإضافة إلى الممثلين وأدائهم. أفلام الخيال العلمي الرخيصة التي تعتمد على الإثارة قد تنجح في شباك التذاكر لأنها تتطلب تأثيرات بصرية أقل، وتكون القصة أهم العناصر، وتصويرها أرخص عموما. على نفس النمط، فإن فيلم أكشن خيال علمي منخفض التكلفة قد لا ينجح لأن هذه الأفلام تعتمد على الأكشن ويتكلف صنعها الكثير، وهو شيء لا يمكن لفيلم منخفض التكلفة أن يقدمه بجودة عالية. في العديد من الحالات، يعتمد منتجو الأفلام الرخيصة على القصة أو ينتجون أفلاما نفسية في كافة الأصناف. يمكن أن تكون الأفلام منخفضة التكلفة أما من إنتاج هاوي أو محترف. وقد تصور إما باستعمال أجهزة حرفية أو استهلاكية.

## أفلام رخيصة بارزة
أحد أنجح الأفلام منخفضة التكلفة كان فيلم مشروع ساحرة بلير عام 1999. وأنتج بميزانية تقدر بحوالي 60,000 دولار لكنه ربح تقريبا 249 مليون على مستوى العالم. وأنتجت عنه كتب وثلاثية من ألعاب الفيديو وتكملة أقل شعبية. ويعتقد أن هناك فيلم أنجح منه هو فيلم حلق عميق عام 1972 والذي تكلف فقط 22,500 دولار لإنتاجه، رغم ذلك فقد ربح أكثر من 600 مليون دولار كما يقال، مع ذلك فهذا الرقم محل الشكوك.
مثال آخر عن فيلم رخيص ناجح جدا كان فيلم بوليوود عام 1975 بعنوان الشعلة، الذي كلف إنتاجه 2 كرور أو 400,000 دولار وربح 300 كرور أو 67 مليون دولار، ما جعله الفيلم صاحب الأرباح الأعلى في تاريخ السينما الهندية من الأمثلة الأخرى بين الأفلام الآسيوية الرخيصة الناجحة الفيلم الصيني دخول التنين (1973) من بطولة بروس لي، الذي تكلف 850,000 دولار وربح 90 مليون دولار حول العالم،  وفيلم النمر الرابض، التنين الخفي (2000)، الذي كانت ميزانيته 15 مليون دولار وربح 214 مليون دولار حول العالم، ما يجعله الأعلى ربحا بين الأفلام الصينية في التاريخ.
أنتج فيلم روكي بميزانية قوامها مليون دولار، وربح في النهاية 117.2 مليون دولار داخل الولايات المتحدة، مع مجموع إجمالي حول العالم بنحو 225 مليون. أنتج فيم هالوين بميزانية 320,000 دولار وحقق أرباح 47 مليون في الولايات المتحدة، مع مجموع إجمالي حول العالم 60 مليون. كلف فيلم نابليون داينامايت أقل من 400,000 لكن إجمالي إيراداته كان 50 مليون تقريبا. أفلام مثل جونو، الذي أنتج بميزانية 6.5 مليون وربح 230 مليون حول العالم، والمليونير المتشرد، بميزانية 15 مليون دولار وربح أكثر من 360 مليون حول العالم، وحقق نجاحا هائلا. الأفلام الثلاثة الأخيرة كانت مدعومة من قبل شركة فوكس سيرشلايت، وهي شركة توزع العديد من الأفلام منخفضة التكلفة، العديد منها حقق نجاحا جيدا في شباك التذاكر العالمي. ومن المألوف في الأفلام منخفضة التكلفة المعاصرة أن تنتج بدون موزع. في مثل هذه الحالات، فإن المنتجين يأملون أن يتم التوزيع عبر استحسان الجمهور في المهرجانات السينمائية. فيلم الرعب السويدي ماريان هو مثال معاصر.
الفيلم البريطاني وحوش هو مثال ناجح آخر عما يعتبر حفظ الاستوديوهات الكبيرة للمؤثرات الخاصة لأفلام ناجحة وضخمة؛ ووضعها في القطاع المستقل ومنخفض التكلفة. كانت الميزانية تقدر بنحو 500,000 دولار  لكنه ربح ما قوامه 4,188,738 دولار في شباك التذاكر.
هناك عدد لا يستهان به من الأفلام منخفضة التكلفة قد نسي من قبل المنتجين، ولم تجدد رخصها عبر السنين ودخلت في إطار الملكية العامة، وبالأخص الأفلام المنتجة بين عامي 1923 و 1978 في الولايات المتحدة (حيث كانت الأفلام تقع في إطار الملكية العامة إذا لم يتم تجديد رخصها في مدة 28 عاما بعد إنتاجها). وأبرز مثال عليها هو عدد من أفلام إد وود أو روجر كورمان.
في بعض الحالات فإن الفيلم قد يحقق فشلا ذريعا في شباك التذاكر ويتم نسيانها مع الوقت، ثم تكتسب الشعبية بعد عقود لاحقة، وقد تكتسب طائفة من المعجبين لأنها توصف بأنها الأسوأ، وأشهر الأمثلة هما فيلمي الخطة 9 من الفضاء الخارجي ومانوس: أيادي القدر. بعض الأفلام قد يحقق نجاحا متوسطا أو لا يحقق أي نجاح، ولكنها قد تعتبر لاحقا من الأعمال الكلاسيكية؛ كان فيلم آخر رجل على الأرض هو أول اقتباس لرواية أنا أسطورة، ولكن بسبب ميزانيته المنخفضة فإن مصاصي الدماء كانوا شبيهين بالزومبي خلافا للرواية التي صورتهم بأنهم سريعون خفيفو الحركة، ولم يحقق نجاحا كبيرا في زمنه، ولكنه ألهم جورج روميرو في فيلمه ليلة الأموات الأحياء، وهكذا أصبح آخر رجل على الأرض بادئ فئة أفلام الزومبي

## ميزانية دقيقة
الفيلم ذو التكلفة الدقيقة Micro budget هو الذي ينتج بميزانية منخفضة للغاية، وأحيانا ينتج ببضعة آلاف من الدولارات. مثال على هذا هو الفيلم الشهير إل مارياتشي الذي أنتج عام 1992، وفيه لم يتمكن المخرج روبرت رودريغيز من تحمل نفقة اللقطات الثانية بسبب ميزانيته البالغة 7,000 دولار. على الرغم من هذا، فقد حقق نجاحا سواء بين النقاد أو في شباك التذاكر، وابتدأت به مسيرة المخرج الشاب.
عدة من الأفلام دقيقة التكلفة الناجحة كانت من إخراج البنغالي ساتياجيت راي، وأشهرها كانت ثلاثية أبو (1955 – 1959). أول الفيلم في الثلاثية، باثر بانجالي (1955)، أنتج بالقليل من المال بنحو 1.5 لخ أو 3000 دولار واستعمل فريق ممثلين وطاقم من الهواة. كثيرا ما تدرج الأفلام الثلاثة الآن بين أعظم الأفلام. كل أفلامه الأخرى التي تلت كان ذات ميزانيات دقيقة أو منخفضة، أكثرها كلفة كان مغامرات غوبي وباغا (1968) بمقادر 6 لخ أو 12,000 دولار وفيلم شاتراني كي خيلاري (1977) بنحو 20 لخ أو40,000 دولار.
المثال الآخر هو فيلم رأس الممحاة Eraserhead للعام 1977، الذي كلف فقط 10,000 دولار (مع أن الحساب بدولار 1977). عانى المخرج ديفيد لينش كثيرا في تأمين الأموال اللازمة للفيلم فصوّره على مدة تقارب ست سنوات، حينما يتمكن لينش من تحمل كلفة تصوير المشاهد.
فيلم خيال علمي أمريكي برايمر (2004) حول اختراع السفر عبر الزمن بالصدفة. قام سين كاروث بكتابة وإنتاج وإخراج الفيلم، وهو عالم رياضيات ومهندس سابق، وأكمله بميزانية قدرها 7,000 دولار فقط.
في المملكة المتحدة، قام كيفن غيتس ومايكل بارتليت بكتابة وإنتاج وإخراج فيلم مذكرات الزومبي عام 2006. كلفة الفيلم كانت 8,100 استرليني، وتجاوزت أرباحه أكثر من مليون دولار حول العالم.
فيلم كوميديا 2010 لو فير، أنتج بميزانية 1,900 استرليني فقط
غرفة التنفس أنتج بأقل من 20,000 دولار من قبل منتجي الأفلام غابريل كوان وجون سوتس، وربح أكثر من 1,000,000 دولار حول العالم.
أوقيانيا ، فيلم طويل مستقل من منطقة خليج سان فرانسيسكو أخرج من قبل مراهقين بميزانية 4,000 دولار فقط وشاهده أكثر من 30,000 مشاهد في احتفالات سينمائية دولية.
في روسيا، فإن فيلم الجريمة «الأخ» عام 1997 أنتج بنحو 10,000 دولار، وحقق نجاحا في بدايات إصداره.
فيلم رعب «نشاطات خارقة للطبيعة» Paranormal Activity كتبه وأخرجه أورين بيلي عام 2007، وكانت ميزانيته 15,000 دولار. وعندما قيّمه أوين غلايبرمان ناقد إنترتينمنت ويكلي، أعطى الفيلم تقدير A- (حيث تقدير A هو الأعلى) ووقال عنه أنه «مخيف وفظيع ومرعب» وقال «بأن الفيلم يرفع الغطاء عن 30 سنة من الكوابيس المرعبة والمنسية».
فيلم «كليركس» كتبه وأخرجه كيفن سميث بميزانية 27,000 دولار في عام 1994 وربح أكثر من 3 ملايين دولار في المسارح. أطلق كليركس مهنة سميث كمخرج نحو النجومية وأخرج عدة أفلام ذات ميزانية أعلى.
«حلم الفيزا» هو وثائقي أخرجه جورج ميراز بميزانية 1,000 دولار. وقبلت شركة التلفزيون العام الأمريكي توزيعه وأذاعته في أبريل 2011.
أنتج الوثائقي «تارنيشن» عام 2004 بميزانية 218.32 دولار، لكنه ربح 592,014 دولار.